# Prospalta innubila
Prospalta innubila là một loài bướm đêm trong họ Noctuidae.